# Lista najwyższych budynków w Dallas
Dallas jest miastem w Stanach Zjednoczonych i jednym z gęściej zabudowanych miast w tym kraju. Znajduje się tutaj 40 budynków powyżej 100 metrów wysokości, w tym 19 powyżej 150 metrów. W trakcie budowy są 2 wysokie budynki. Duża część spośród wieżowców w Dallas została wybudowana w latach siedemdziesiątych i osiemdziesiątych.

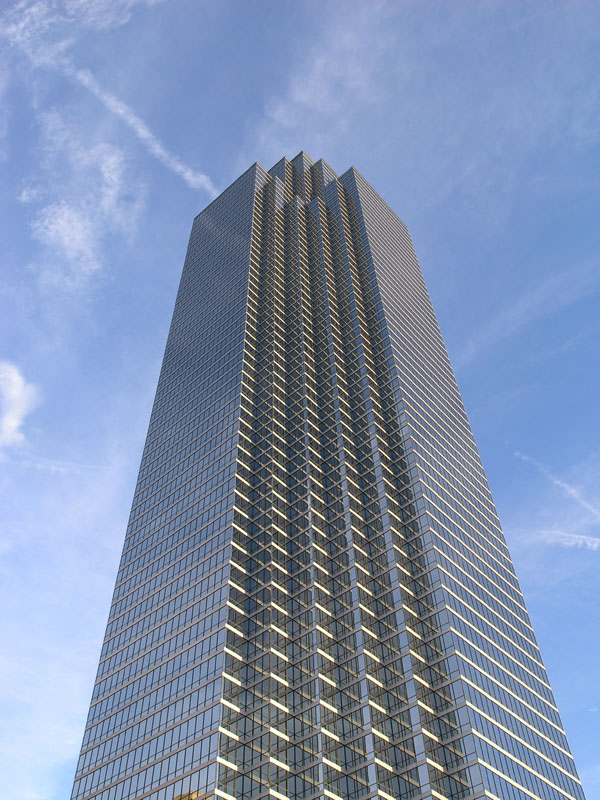
Bank of America Plaza

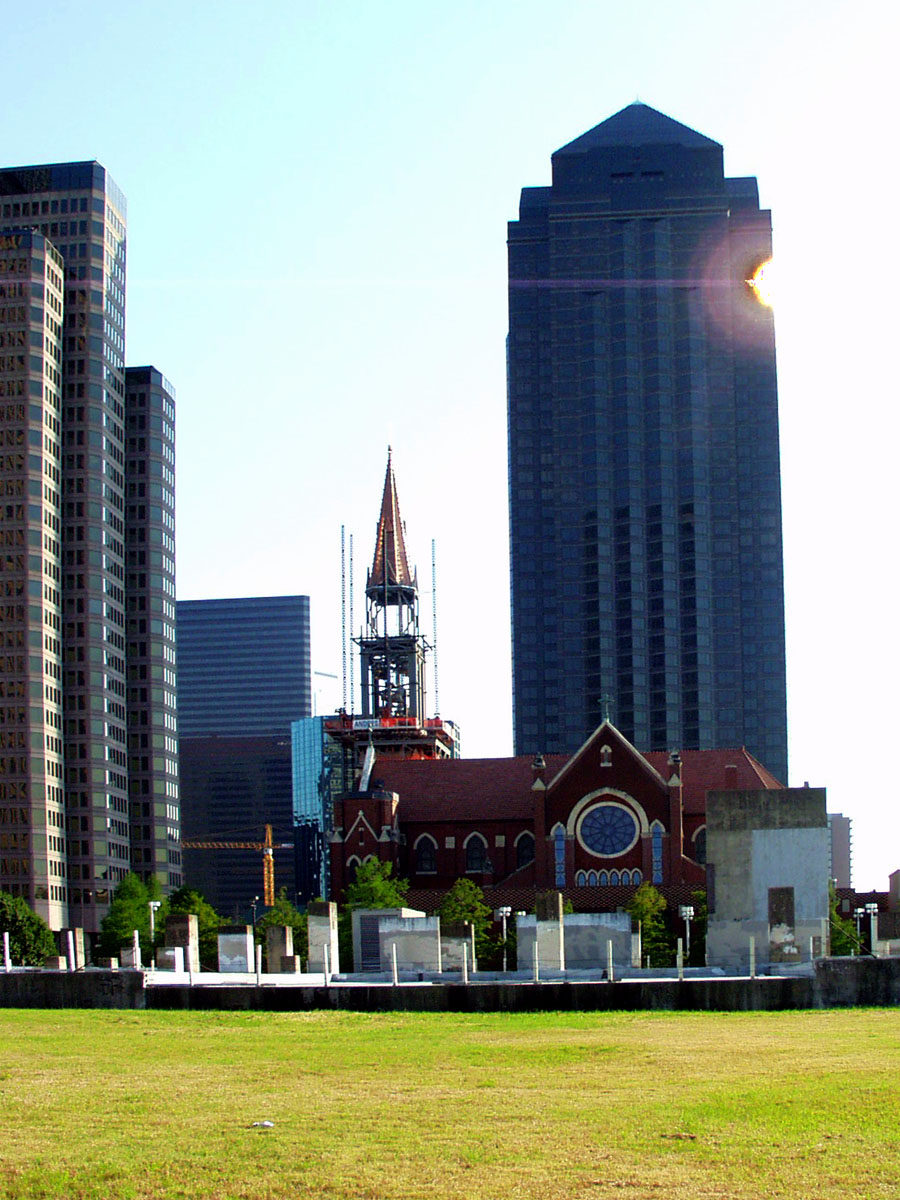
Trammell Crow Tower

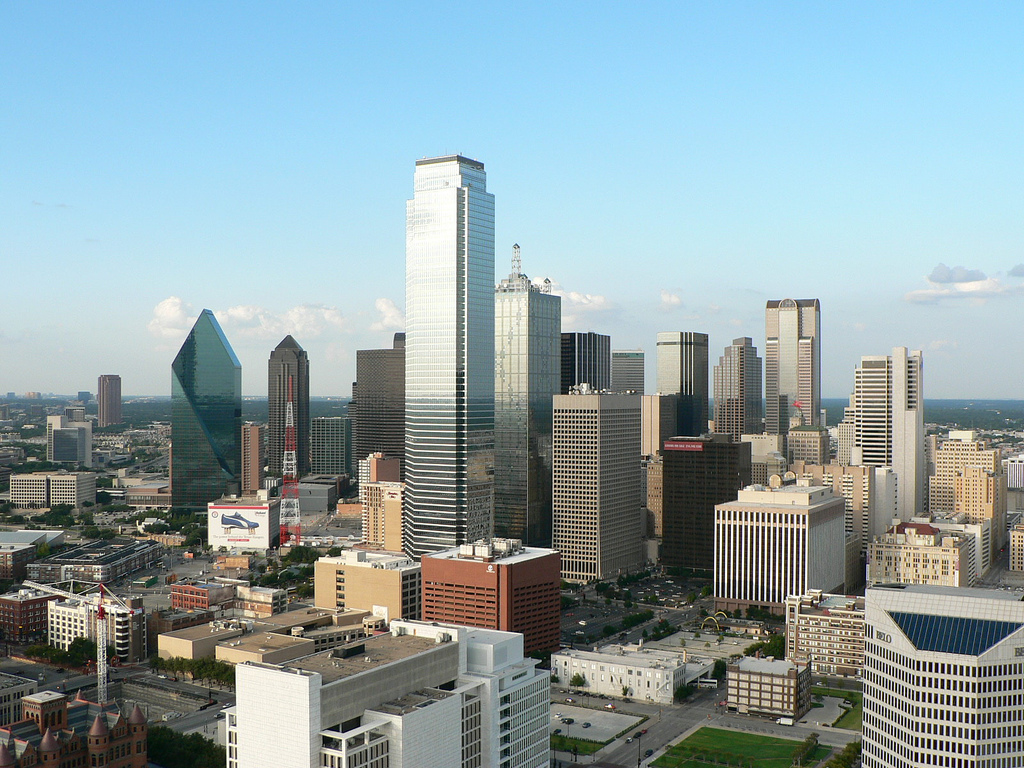
Centrum Dallas

## Lista najwyższych budynków w Dallas
| Ranking | Budynek                        | Wysokość strukturalna | Liczba pięter | Rok budowy |
| ------- | ------------------------------ | --------------------- | ------------- | ---------- |
| 1.      | Bank of America Plaza          | 280,7 m               | 72            | 1985       |
| 2.      | Renaissance Tower              | 270,1 m               | 56            | 1974       |
| 3.      | Chase Center                   | 239,9 m               | 60            | 1987       |
| 4.      | JP Morgan Chase Tower          | 225,0 m               | 55            | 1987       |
| 5.      | Fountain Place                 | 219,5 m               | 62            | 1986       |
| 6.      | Trammell Crow Tower            | 209,1 m               | 50            | 1985       |
| 7.      | 1700 Pacific Avenue            | 199,7 m               | 50            | 1983       |
| 8.      | Thanksgiving Tower             | 196,5 m               | 50            | 1982       |
| 9.      | Energy Plaza                   | 191,7 m               | 49            | 1983       |
| 10.     | Elm Place                      | 190,5 m               | 52            | 1964       |
| 11.     | Republic Center Tower I        | 183,5 m               | 36            | 1954       |
| 12.     | Republic Center Tower II       | 182,3 m               | 53            | 1964       |
| 13.     | One SBC Plaza                  | 176,8 m               | 37            | 1984       |
| 14.     | Lincoln Plaza                  | 176,5 m               | 45            | 1982       |
| 15.     | Museum Tower                   | 170,7 m               | 42            | 2013       |
| 15.     | Cityplace Center               | 170,7 m               | 42            | 1988       |
| 17.     | Adam's Mark Hotel Center Tower | 167,6 m               | 42            | 1959       |
| 18.     | Mercantile Building            | 159,4 m               | 31            | 1943       |
| 19.     | Bryan Tower                    | 156,1 m               | 34            | 1973       |

## Proponowane, zatwierdzone lub w budowie
| Nazwa               | Rok  | Wysokość ft / m | Piętra | Uwagi     |
| ------------------- | ---- | --------------- | ------ | --------- |
| AMLI Fountain Place | 2017 | 562 / 171,3     | 46     | w budowie |
| Atelier Tower       | 2018 | 500 / 152,4     | 41     | w budowie |

## Wyburzone (>100 m)
| Ranking | Budynek                    | Wysokość strukturalna | Liczba pięter | Rok budowy | Rok wyburzenia |
| ------- | -------------------------- | --------------------- | ------------- | ---------- | -------------- |
| 1.      | Mercantile Dallas Building | 110 m                 | 22            | 1954       |                |